# Danuta Kozák
Danuta Kozák (Budapest, 11 de enero de 1987) es una deportista húngara que compite en piragüismo en la modalidad de aguas tranquilas.
Participó en cuatro Juegos Olímpicos de Verano, obteniendo en total ocho medallas: tres oros en Río de Janeiro 2016, dos oros en Londres 2012, plata en Pekín 2008 y oro y bronce en Tokio 2020. En los Juegos Europeos consiguió siete medallas, dos de oro y una de bronce en Bakú 2015 y una de oro y tres de plata en Minsk 2019.
Ganó veinte medallas en el Campeonato Mundial de Piragüismo entre los años 2007 y 2021, y veintiséis medallas en el Campeonato Europeo de Piragüismo entre los años 2007 y 2021.
En 2016 recibió la Cruz central con estrella de la Orden del Mérito de Hungría.

## Palmarés internacional
| Juegos Olímpicos   | Juegos Olímpicos            | Juegos Olímpicos  | Juegos Olímpicos |
| Año                | Lugar                       | Medalla           | Competición      |
| ------------------ | --------------------------- | ----------------- | ---------------- |
| 2008               | Pekín (China)               | Medalla de plata  | K4 500 m         |
| 2012               | Londres (Reino Unido)       | Medalla de oro    | K1 500 m         |
| 2012               | Londres (Reino Unido)       | Medalla de oro    | K4 500 m         |
| 2016               | Río de Janeiro (Brasil)     | Medalla de oro    | K2 500 m         |
| 2016               | Río de Janeiro (Brasil)     | Medalla de oro    | K1 500 m         |
| 2016               | Río de Janeiro (Brasil)     | Medalla de oro    | K4 500 m         |
| 2020               | Tokio (Japón)               | Medalla de oro    | K4 500 m         |
| 2020               | Tokio (Japón)               | Medalla de bronce | K2 500 m         |
| Campeonato Mundial |                             |                   |                  |
| Año                | Lugar                       | Medalla           | Competición      |
| 2007               | Duisburgo (Alemania)        | Medalla de bronce | K2 1000 m        |
| 2009               | Dartmouth (Canadá)          | Medalla de oro    | K2 500 m         |
| 2009               | Dartmouth (Canadá)          | Medalla de oro    | K4 500 m         |
| 2010               | Poznań (Polonia)            | Medalla de oro    | K2 500 m         |
| 2011               | Szeged (Hungría)            | Medalla de oro    | K2 200 m         |
| 2011               | Szeged (Hungría)            | Medalla de oro    | K4 500 m         |
| 2011               | Szeged (Hungría)            | Medalla de plata  | K1 500 m         |
| 2013               | Duisburgo (Alemania)        | Medalla de oro    | K1 500 m         |
| 2013               | Duisburgo (Alemania)        | Medalla de oro    | K1 4 × 200 m     |
| 2013               | Duisburgo (Alemania)        | Medalla de oro    | K4 500 m         |
| 2014               | Moscú (Rusia)               | Medalla de oro    | K1 500 m         |
| 2014               | Moscú (Rusia)               | Medalla de oro    | K4 500 m         |
| 2015               | Milán (Italia)              | Medalla de oro    | K2 500 m         |
| 2015               | Milán (Italia)              | Medalla de plata  | K4 500 m         |
| 2018               | Montemor-o-Velho (Portugal) | Medalla de oro    | K1 500 m         |
| 2018               | Montemor-o-Velho (Portugal) | Medalla de oro    | K2 500 m         |
| 2018               | Montemor-o-Velho (Portugal) | Medalla de oro    | K4 500 m         |
| 2019               | Szeged (Hungría)            | Medalla de bronce | K1 500 m         |
| 2021               | Copenhague (Dinamarca)      | Medalla de oro    | K2 500 m         |
| 2021               | Copenhague (Dinamarca)      | Medalla de plata  | K4 500 m         |
| Juegos Europeos    |                             |                   |                  |
| Año                | Lugar                       | Medalla           | Competición      |
| 2015               | Bakú (Azerbaiyán)           | Medalla de oro    | K4 500 m         |
| 2015               | Bakú (Azerbaiyán)           | Medalla de oro    | K1 500 m         |
| 2015               | Bakú (Azerbaiyán)           | Medalla de bronce | K1 200 m         |
| 2019               | Minsk (Bielorrusia)         | Medalla de oro    | K4 500 m         |
| 2019               | Minsk (Bielorrusia)         | Medalla de plata  | K1 200 m         |
| 2019               | Minsk (Bielorrusia)         | Medalla de plata  | K1 500 m         |
| 2019               | Minsk (Bielorrusia)         | Medalla de plata  | K2 500 m         |
| Campeonato Europeo |                             |                   |                  |
| Año                | Lugar                       | Medalla           | Competición      |
| 2007               | Pontevedra (España)         | Medalla de oro    | K2 1000 m        |
| 2008               | Milán (Italia)              | Medalla de oro    | K2 500 m         |
| 2008               | Milán (Italia)              | Medalla de oro    | K4 200 m         |
| 2008               | Milán (Italia)              | Medalla de plata  | K4 500 m         |
| 2009               | Brandeburgo (Alemania)      | Medalla de oro    | K2 500 m         |
| 2009               | Brandeburgo (Alemania)      | Medalla de plata  | K1 4 × 200 m     |
| 2010               | Corvera (España)            | Medalla de oro    | K1 500 m         |
| 2010               | Corvera (España)            | Medalla de plata  | K4 500 m         |
| 2011               | Belgrado (Serbia)           | Medalla de oro    | K1 500 m         |
| 2011               | Belgrado (Serbia)           | Medalla de oro    | K2 200 m         |
| 2011               | Belgrado (Serbia)           | Medalla de plata  | K4 500 m         |
| 2012               | Zagreb (Croacia)            | Medalla de plata  | K1 500 m         |
| 2012               | Zagreb (Croacia)            | Medalla de bronce | K4 500 m         |
| 2013               | Montemor-o-Velho (Portugal) | Medalla de oro    | K4 500 m         |
| 2013               | Montemor-o-Velho (Portugal) | Medalla de plata  | K1 500 m         |
| 2014               | Brandeburgo (Alemania)      | Medalla de oro    | K1 200 m         |
| 2014               | Brandeburgo (Alemania)      | Medalla de oro    | K1 500 m         |
| 2014               | Brandeburgo (Alemania)      | Medalla de oro    | K4 500 m         |
| 2016               | Moscú (Rusia)               | Medalla de oro    | K1 500 m         |
| 2016               | Moscú (Rusia)               | Medalla de oro    | K2 500 m         |
| 2016               | Moscú (Rusia)               | Medalla de oro    | K4 500 m         |
| 2018               | Belgrado (Serbia)           | Medalla de oro    | K1 500 m         |
| 2018               | Belgrado (Serbia)           | Medalla de oro    | K4 500 m         |
| 2018               | Belgrado (Serbia)           | Medalla de plata  | K1 200 m         |
| 2021               | Poznań (Polonia)            | Medalla de oro    | K2 500 m         |
| 2021               | Poznań (Polonia)            | Medalla de plata  | K1 500 m         |